# Streisand-Effekt

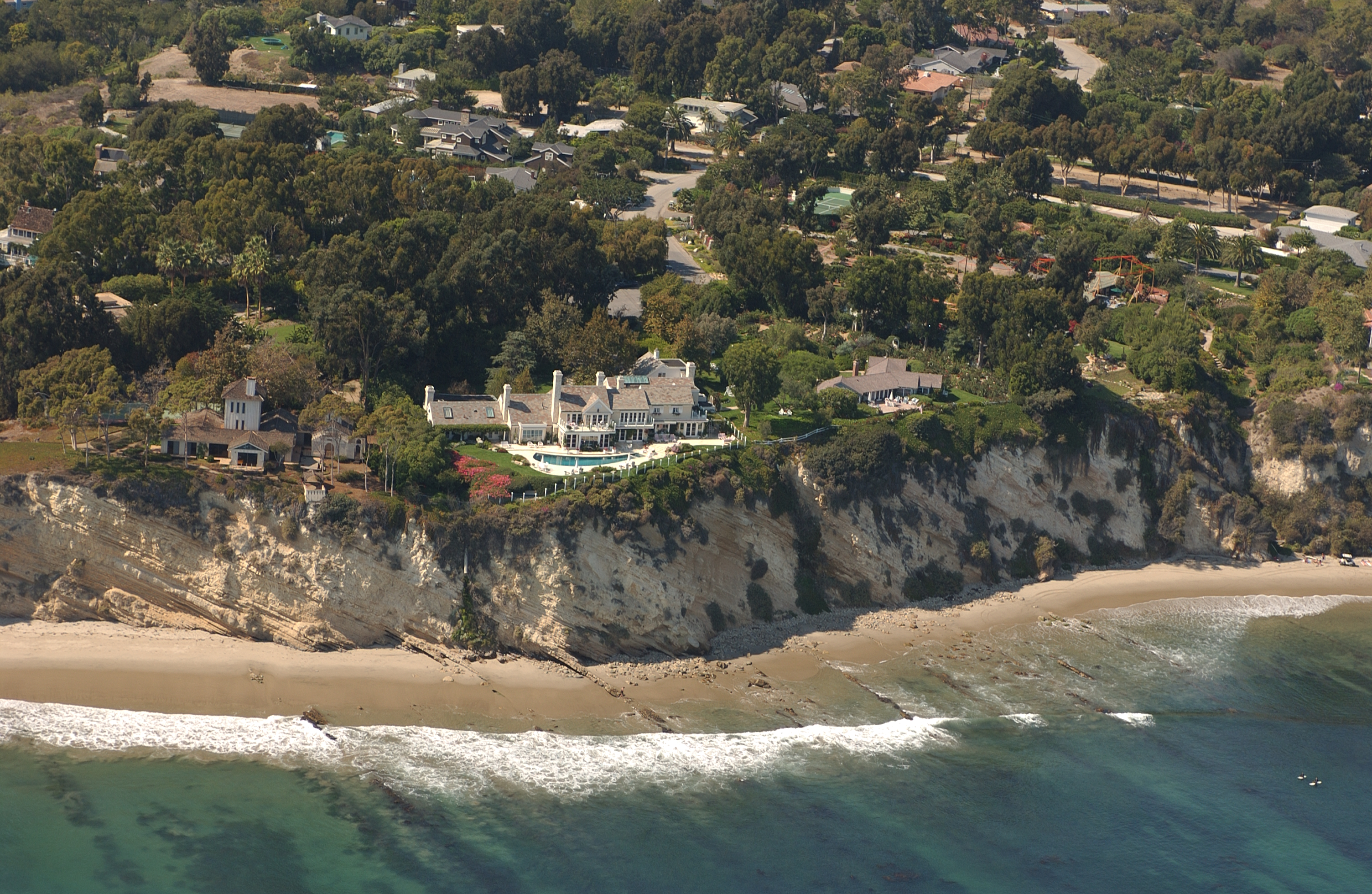
Auslöser von Rechtsstreitigkeiten war diese Aufnahme für das California Coastal Records Project, auf der auch das Streisand-Anwesen zu sehen ist.

Der Streisand-Effekt bezeichnet ein soziologisches Phänomen, bei dem der ungeschickte Versuch, eine unliebsame Information zu unterdrücken, das genaue Gegenteil erreicht, weil er die öffentliche Aufmerksamkeit auf ebendiese Information lenkt und so ihre allgemeine Verbreitung fördert.

## Herkunft der Bezeichnung
2003 verklagte die Sängerin und Schauspielerin Barbra Streisand den Fotografen Kenneth Adelman und Pictopia.com erfolglos auf Zahlung von 50 Millionen US-Dollar Schadensersatz. Dieser hatte in  12.000 Luftaufnahmen der Küste Kaliforniens die Küstenerosion dokumentiert. Dabei wurden unter Tausenden Häusern fünf durch die Angabe des Eigentümers hervorgehoben, darunter Streisands Anwesen. Streisand sah durch die Angabe der Koordinaten und Angabe des Besitzers die Sicherheit ihrer Person und ihrer Familie gefährdet. Dabei war das fragliche Foto bis dahin nur sechsmal heruntergeladen worden, darunter zweimal von ihren Anwälten. Erst diese Klage machte die Öffentlichkeit auf das Foto aufmerksam, worauf es sich lawinenartig im Internet verbreitete.
Zwei Jahre später, im Jahr 2005, schrieb der Journalist Mike Masnick über einen anderen Fall, in dem eine Abmahnung wegen eines veröffentlichten Bildes ebenfalls erst dazu geführt hatte, dass dieses wirklich bekannt wurde. Masnick schlug vor, dieses Phänomen „Streisand-Effekt“ zu nennen.

## Motivation
Grund für das Entfernen von Informationen kann eine angenommene Verletzung von Persönlichkeitsrechten sein. Beispielsweise wird dabei der Zugriff auf ein Foto, eine Datei oder auch auf eine vollständige Website beziehungsweise deren Bereitstellung durch vorläufigen Rechtsschutz untersagt. Selbst bei Erfolg kann sich die bekämpfte Information beispielsweise durch „Spiegelungen“ im Internet oder Verbreitung in Filesharing-Netzen weiter ausbreiten.
Der Effekt ist verwandt mit dieser Beobachtung John Gilmores: The Net interprets censorship as damage and routes around it. („Das Netz fasst Zensur als Beschädigung auf und umgeht sie.“) Dies ist vergleichbar mit einem regenerativen Organismus. Der Effekt entsteht jedoch nicht automatisch, sondern als Summe gezielter und bewusster Handlungen zahlreicher Individuen, sei es aus Neugier oder aus Überzeugung, etwa zur aktiven Bekämpfung von Zensur.
Gegen negative Firmenmeldungen im Internet bieten Dienstleister mittlerweile an, Hinweise über nachteilige Aussagen frühzeitig an Firmen weiterzugeben, um so die unkontrollierte Verbreitung zu verhindern.

## Beispiele

### Weltweites Internet

Internet-Nutzer verbreiteten dieses Bild als Free Speech Flag (Flagge der Freien Rede) in Blogs, als Avatare in Foren und auf privaten Websites. Die ersten fünfzehn Bytes sind in der RGB-Codierung der fünf Farben repräsentiert, jede Farbe liefert jeweils drei Bytes des AACS-Schlüssels, das sechzehnte Byte sind die Zeichen „C0“ (Hexadezimal) in der unteren rechten Ecke.

- Der Versuch, den geheimen AACS-Processing Key, der bei Blu-Ray Discs und HD DVDs zum Einsatz kam, von Digg und anderen Webseiten zu verbannen, schlug fehl. Anstatt der Löschung wurde durch massive Proteste erreicht, dass der Code auf einer großen Zahl von Webseiten verbreitet und in Liedern, Bildern oder Gedichten codiert wurde.[11]
- Nachdem der thailändische König Bhumibol Adulyadej in einem Video auf YouTube beleidigt worden war, sperrte die thailändische Regierung wegen Majestätsbeleidigung den Zugriff auf die Website.[12] Das führte dazu, dass weitere, teilweise beleidigendere Videos entstanden und das Thema eine große Aufmerksamkeit erreichte.
- Scientologys Versuch, ein Video von Tom Cruise, in dem dieser sich über Scientology äußert, aus dem Internet zu verbannen, führte zur Bildung der Protest-Bewegung Projekt Chanology, die ab Februar 2008 monatlich reale Demonstrationen durchführte.[13]
- Im Februar 2008 versuchte die Schweizer Bank Julius Bär die Veröffentlichung interner, von ihr als Fälschung bezeichneter Dokumente auf der Whistleblowerseite WikiLeaks gerichtlich entfernen zu lassen. Das führte zunächst zu einer Dekonnektierung der Domain von WikiLeaks per gerichtlicher einstweiliger Verfügung. Jedoch wurden die Dokumente durch weltweite Spiegelungen und andere Webseiten weiter verbreitet. Die Veröffentlichung des Vorgangs in den Medien sorgte für internationale Aufmerksamkeit und die Unterstützung von WikiLeaks durch Bürgerrechtsorganisationen. Die Aufhebung der Verfügung im weiteren Verlauf wurde auch mit ihrer Erfolglosigkeit begründet.[14]
- Im April 2013 zwang der französische Inlandsgeheimdienst DCRI einen inhaltlich unbeteiligten Administrator der französischsprachigen Wikipedia unter Androhung von Untersuchungshaft, den Wikipedia-Artikel zur militärischen Funkstation Pierre-sur-Haute zu löschen. Der Artikel wurde innerhalb kürzester Zeit von anderen Nutzern wiederhergestellt und auch in anderen Sprachversionen der Wikipedia verfügbar gemacht.[15][16][17][18] International griffen Medien den Vorgang in ihrer Berichterstattung auf.
- Als im Oktober 2019 während eines offiziellen Livestreams der Firma Blizzard Entertainment dazu aufgerufen wurde, die Proteste in Hongkong zu unterstützen, beendete Blizzard Entertainment den Livestream und sperrte den Spieler, der dazu aufgerufen hatte. Als Folge dessen erreichte der Clip eine viel größere Popularität und viele Spieler begannen Blizzard Entertainment zu boykottieren. Als ein anderer Spieler während eines weiteren Livestreams zu diesem Boykott aufrief, wurde auch seine Videoübertragung abgebrochen. Die Folge war erneut, dass das Video sich schneller verbreitete und noch mehr Leute vom Boykottaufruf erfuhren.[19]
- Im Oktober 2020 ließ der US-Musikindustrie-Verband Recording Industry Association of America (RIAA) den Quelltext des Download-Managers youtube-dl von der Codesharing-Plattform GitHub löschen. Durch diese Aktion wurden viele Kopien davon auf die Plattform geladen und somit kam youtube-dl zu größerer Bekanntheit.[20]
- Im Dezember 2022 verbot Twitter-CEO Elon Musk den Twitter-Account @elonjet, einen Bot, der die Bewegungen seines Privatjets auf der Grundlage von öffentlich zugänglichen Flugdaten meldete.[21] Musk hatte Bedenken hinsichtlich seiner persönlichen Sicherheit geäußert. Das Verbot zog weitere Medienberichte und öffentliche Aufmerksamkeit auf Musks Kommentare zur freien Meinungsäußerung auf der Twitter-Plattform nach sich.[22][23] Musk geriet weiter in die Kritik, nachdem er mehrere Journalisten verbannt hatte, die sich auf das Konto „ElonJet“ bezogen oder Musk in der Vergangenheit kritisch gegenüberstanden.[24]

### Deutschsprachiges Internet
- Die Eltern des verstorbenen Hackers Tron versuchten Ende 2005 gerichtlich die Nennung seines Klarnamens bei der Wikipedia zu verbieten, scheiterten aber letztlich vor Gericht. Durch eine einstweilige Verfügung wurde Anfang 2006 die automatische Weiterleitung von Wikipedia.de auf de.wikipedia.org zeitweilig unterbunden, was ein großes Medienecho hervorrief.[25][26][27][28]
- Am 13. November 2008 erreichte der Linkspartei-Politiker Lutz Heilmann durch eine einstweilige Verfügung des Landgerichts Lübeck, dass die Weiterleitung von wikipedia.de auf die weiterhin erreichbare Internetadresse de.wikipedia.org wegen dort zeitweise aufgestellter Tatsachenbehauptungen abgeschaltet werden musste. Heilmann begründete diesen Schritt damit, dass Wikimedia Deutschland ihm keine Gegendarstellung gegen diese Behauptungen ermöglicht habe.[29] Erst durch diese einstweilige Verfügung kam der Artikel mit den umstrittenen Informationen zu einer erhöhten Aufmerksamkeit;[30] verschiedene Medien berichteten über die Hintergründe.[31]
- Von 2008 bis März 2009 sorgte ein Rechtsstreit zwischen dem damaligen DFB-Präsidenten Theo Zwanziger und dem Sportjournalisten Jens Weinreich für ein bundesweites Medienecho. Zwanziger forderte von Weinreich aufgrund der Bezeichnung „unglaublicher Demagoge“ eine Unterlassungserklärung. Er unterlag in fünf Gerichtsinstanzen gegen Weinreich, bevor die Kontrahenten sich außergerichtlich einigten. Das Vorgehen Zwanzigers wurde von Journalisten und Bloggern sehr kritisch verfolgt und sorgte für einen wesentlich größeren Ansehensverlust als die fragliche Äußerung Weinreichs. In einigen Medien wurde dies als Beispiel unüberlegten und überzogenen rechtlichen Vorgehens und Beispiel für den Streisand-Effekt kritisiert.[32][33]
- Im August 2009 wollte der Sportartikelhersteller Jako gegen einen Blogger rechtlich vorgehen, nachdem dieser sich in einem Blog-Eintrag, der nur von etwa 400 Menschen gelesen wurde, abfällig über das neue Logo der Firma geäußert hatte. Nach einem massiv negativen bundesweiten Medienecho wurden die rechtlichen Schritte schließlich zurückgezogen. Das Vorgehen der Firma wurde als „klassisches PR-Eigentor“ und „Musterbeispiel dafür, wie Firmen im digitalen Zeitalter nicht kommunizieren sollten“ bezeichnet und mit dem Streisand-Effekt in Verbindung gebracht.[34][35]
- Am 17. August 2010 untersagte die Stadt Duisburg mit einer einstweiligen Verfügung dem Duisburger Lokalblog xtranews[36] die Veröffentlichung von angeblich städtischen Unterlagen mit Verweis auf das Urheberrecht. Die Unterlagen gaben Hinweise über die Ratsbeschlüsse zur Loveparade 2010 und enthielten Pläne, Präsentationen, Polizeiberichte oder Zeugenaussagen und weitere Details zur Veranstaltung und deren Planung. Binnen weniger Stunden hatten Leser aus Protest gegen diese Klage die Dokumente auf verschiedenen Servern weltweit abgelegt. Maßgeblich war der Mikroblogging-Dienst Twitter als Übertragungsmedium beteiligt.[37] Der Oberbürgermeister Adolf Sauerland, der selbst für die Aufklärung des Loveparade-Unglücks eine lückenlose Berichterstattung forderte, gelangte mit seiner Klage so noch weiter in den Fokus der Öffentlichkeit.[38]
- Der Thüringer AfD-Politiker Björn Höcke wurde Anfang 2015 in einem Leserbrief in der Thüringer Allgemeinen mit Vornamen Bernd genannt. Als sich Höcke auf einer Demonstration in Erfurt darüber aufregte, begann Oliver Welke in der heute-show im ZDF den falschen Vornamen regelmäßig zu verwenden. Auch andere Komiker kopierten diesen Scherz häufig. Der falsche Vorname tauchte versehentlich sogar in den heute-Nachrichten und einer Veröffentlichung des Bundestages auf. Der AfD-Kreisverband Höxter lud ebenfalls zu einer Veranstaltung „mit dem Landessprecher der AfD Thüringen […] Bernd Höcke“.[39] (Mehr dazu unter Björn Höcke#Satire und Kunst)[40][41]
- Am 30. Juli 2015 wurde bekannt, dass der Generalbundesanwalt gegen den vergleichsweise unbekannten Blog „Netzpolitik.org“ wegen Landesverrats ermittelt. Erst durch diese offiziellen Ermittlungen, von größeren Medien als „Einschüchterung“ und „Angriff auf die Pressefreiheit“ gebrandmarkt, wurde der Inhalt des Auslösers der Ermittlungen, zweier geheimer Dokumente des Verfassungsschutzes, auch einer breiten Öffentlichkeit bekannt.[42]
- Am 17. März 2016 veröffentlichte das NDR-Satiremagazin „extra 3“ unter dem Namen Erdowie, Erdowo, Erdogan[43] zu der Melodie des Liedes Irgendwie, irgendwo, irgendwann der deutschen Band Nena eine filmische Persiflage auf den türkischen Präsidenten Recep Tayyip Erdoğan. Wenige Tage später bestellte der türkische Präsident den deutschen Botschafter aus Ankara ins türkische Außenministerium ein, was international für Aufsehen sorgte.[44] Das Video auf YouTube wurde in der Folge millionenfach aufgerufen und ist inzwischen auch mit türkischem Untertitel verfügbar.[45] Wenige Tage später griff ZDF-Moderator Jan Böhmermann diesen Spot auf und veröffentlichte in seiner Late-Night-Show „Neo Magazin Royale“ unter dem Titel Schmähkritik ein Spottgedicht gegen Erdoğan, woraus sich die Böhmermann-Affäre entwickelte. In deren Verlauf wurden zwar 75 % des Spottgedichts vom Landgericht Hamburg verboten, jedoch wurde in einem Anhang zum Urteil der Volltext veröffentlicht, um die verbotenen Teile zu kennzeichnen.[46] Dieser Anhang wiederum wurde stark verbreitet. Das umstrittene Gedicht wurde auch während einer Debatte des Deutschen Bundestages in voller Länge von einem CDU-Abgeordneten vorgetragen.[47]
- Im September 2021 stellte der Hamburger Politiker Andy Grote (SPD) einen Strafantrag gegen einen Twitteruser, weil dieser ihn als „1 Pimmel“[48] bezeichnete. Daraufhin führte die Hamburger Polizei eine Hausdurchsuchung des Beschuldigten durch, um das Gerät, von dem aus Grote beleidigt worden war, sicherzustellen. Die Verhältnismäßigkeit dieser polizeilichen Maßnahme wurde seitdem in Frage gestellt und so in den Medien als „Pimmelgate“ bekannt. Im Oktober 2021 leitete der Staatsschutz der Hamburger Polizei weitere Ermittlungen in der „Pimmelgate-Affäre“ ein, nachdem wiederholt gelbe Aufkleber mit der Aufschrift „Andy, Du bist so 1 Pimmel“ entdeckt wurden.[49]